# Dagor Aglareb
In de fictieve wereld Midden-aarde van schrijver J.R.R. Tolkien is de Dagor Aglareb de derde veldslag in de Oorlogen om Beleriand in de Eerste Era.
De Dagor Aglareb (Glorieuze Slag) werd 75 jaar na de komst van de Noldor gevochten. Opnieuw viel Morgoth de Noldor aan, en opnieuw zonder succes. De elfen besloten om Angband te belegeren. Dit was niet effectief vanwege het feit dat de belegeringsring om het fort vanuit het onbereikbare noordelijke deel in de Ered Engrin niet gesloten kon worden en Morgoth derhalve zijn horden via een omweg alsnog op Beleriand kon loslaten. Toch werd door het beleg van Angband de macht van Morgoth tijdelijk sterk ingeperkt. De Falas werden door orks belegerd maar door de Falathrim en Noldor vernietigd. Doriath en Ossiriand hielden zich afzijdig in deze veldslag.